# Vegalta Sendai
Vegalta Sendai (japonsky ベガルタ仙台) je japonský fotbalový klub z města Sendai hrající v J1 League. Klub byl založen v roce 1988 pod názvem Tohoku Electric Power SC. V roce 1999 se připojili do J.League, profesionální japonské fotbalové ligy a klub se přejmenoval na Vegalta Sendai. Svá domácí utkání hraje na Yurtec Stadium Sendai.

## Významní hráči
- Norio Omura
- Acuši Janagisawa
- Michael McGlinchey